# Stylissa hapalia
Stylissa hapalia är en svampdjursart som först beskrevs av Hooper, Cook, Hobbs och Kennedy 1997.  Stylissa hapalia ingår i släktet Stylissa och familjen Dictyonellidae.
Artens utbredningsområde är havet kring Australien. Inga underarter finns listade i Catalogue of Life.